# Georg Morgenstierne
Georg Valentin von Munthe af Morgenstierne (Oslo, 2 gennaio 1892 – Oslo, 3 marzo 1978) è stato un linguista norvegese.

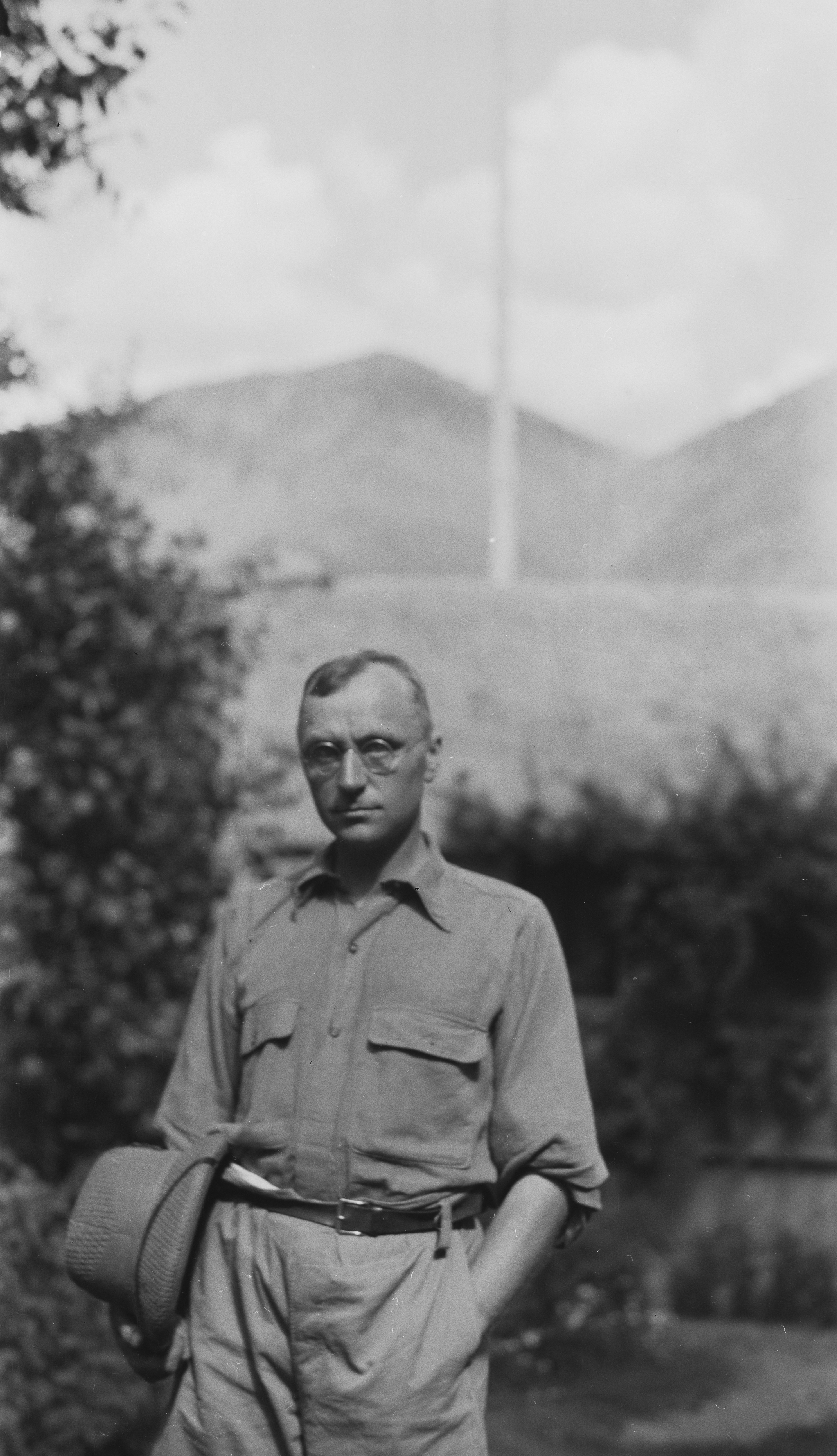
Morgenstierne sul campo di lavoro a Chitral (Pakistan).

Professore di Linguistica nell'Università di Oslo (UiO), era specialista di Lingue indo-europee.

## Studi
Durante gli anni 1923-1971 Morgenstierne condusse studi e ricerche sul campo in Afghanistan, Pakistan, India e Iran. Nel 1924 intraprese la prima delle sue due più importanti spedizioni linguistiche. Giunse a Kabul con una lettera personale di presentazione per il Re dell'Afghanistan, scritta dal re di Norvegia.
Oltre a studiare gli idiomi locali, Morgenstierne collazionò importante materiale scientifico relativo alle culture della regione, come immagini, riprese foto-cinematografiche di danze cerimoniali pre-islamiche e registrò testimonianze sonore di lingue pressoché estinte. I materiali sono disponibili sul database a lui dedicato nella Biblioteca nazionale norvegese (Nasjonalbiblioteket).

## Opere
- Pubblicazioni Archiviato il 29 febbraio 2012 in Internet Archive. presenti sul BIBSYS
- Report on a Linguistic Mission to Afghanistan. Instituttet for Sammenlignende Kulturforskning, Serie C I-2. Oslo. ISBN 0-923891-09-9
- Report on a Linguistic Mission to North-Western India di Georg Morgenstierne ISBN 0-923891-14-5